# Wahlkreis Erfurt, Land – Weimar, Land II
Der Wahlkreis Erfurt, Land – Weimar, Land II war ein Landtagswahlkreis zur Landtagswahl in Thüringen 1990, der ersten Landtagswahl nach der Wiedergründung des Landes Thüringen. Er hatte die Wahlkreisnummer 19.
Der Wahlkreis umfasste den kompletten damaligen  Landkreis Erfurt mit folgenden Städten und Gemeinden: Alach, Alperstedt, Andisleben, Apfelstädt, Bienstädt, Büßleben, Dachwig, Döllstädt, Eckstedt, Egstedt, Elxleben, Ermstedt, Frienstedt, Gamstädt, Gebesee, Gierstädt, Großfahner, Großmölsen, Großrudestedt, Haßleben, Ingersleben, Kerspleben, Kleinmölsen, Klettbach, Kühnhausen, Linderbach-Azmannsdorf, Markvippach, Mittelhausen, Mönchenholzhausen, Molsdorf, Neudietendorf, Nöda, Nottleben, Ollendorf, Riethnordhausen, Ringleben, Rockhausen, Schloßvippach, Schwerborn, Stotternheim, Tiefthal, Töttelstädt, Udestedt, Vieselbach, Walschleben, Waltersleben, Windischholzhausen, Witterda, Zimmernsupra und Niedernissa
sowie Teile des damaligen Landkreises Weimar-Land mit folgenden Städten und Gemeinden: Ballstedt, Bechstedtstraß, Bergern, Bad Berka, Berlstedt, Buttelstedt, Daasdorf a. Berge,
Daasdorf b. Buttelstedt, Ettersburg, Gaberndorf, Gutendorf, Heichelheim, Hochdorf, Hopfgarten, Hottelstedt, Isseroda, Kleinobringen, Krakendorf, Krautheim, Meckfeld b. Bad Berka,
Neumark, Niedergrunstedt, Niederzimmern, Nohra, Obergrunstedt, Ottstedt a. Berge, Ramsla, Rittersdorf, Schwarza, Schwerstedt, Tannroda, Thangelstedt, Tiefengruben, Tonndorf, Tröbsdorf, Ulla, Utzberg, Vippachedelhausen und Weiden.

## Ergebnisse
Die Landtagswahl 1990 fand am 14. Oktober 1990 statt und hatte folgendes Ergebnis für den Wahlkreis Erfurt, Land – Weimar, Land II:
| Direktkandidat | Partei (Kürzel) | Erststimmen (%) | Zweitstimmen (%) |
| -------------- | --------------- | --------------- | ---------------- |
| Volker Sklenar | CDU             | 46,8            | 52,7             |
|                | Chr. L          | -               | 00,2             |
|                | DFD             | -               | 00,8             |
|                | REP             | -               | 00,6             |
|                | DBU             | -               | 00,3             |
|                | DSU             | 04,3            | 02,3             |
|                | F.D.P.          | 08,8            | 09,4             |
|                | LL-PDS          | 06,5            | 05,8             |
|                | NPD             | -               | 00,3             |
|                | NFGRDJ          | 09,5            | 06,3             |
|                | SPD             | 18,5            | 20,5             |
|                | UFV             | 01,3            | 00,8             |

Es waren 51.087 Personen wahlberechtigt. Die Wahlbeteiligung lag bei 76,3 %.  Als Direktkandidat wurde Volker Sklenar (CDU) gewählt. Er erreichte 51,1 % aller gültigen Stimmen.